# Тіт Анній Луск
Тіт А́нній Луск (лат. Titus Annius Luscus; 196 — після 133 р. до н. е.) — політичний та військовий діяч Римської республіки, прихильник оптиматів, консул 153 року до н. е.

## Життєпис
Походив із заможного плебейського роду Аннієв. Син Тіта Аннія Луска, претора 169 року до н. е. Про молоді роки немає відомостей.
Змолоду вивчав риторику, ставши визначним красномовцем свого часу. У 156 році до н. е. його було призначено претором, а в 153 році до н. е. було обрано консулом разом з Квінтом Фульвієм Нобіліором. Став першим консулом, хто заступив до своїх обов'язків з 1 січня, на відміну від своїх попередників, які заступали на свої посади з 15 березня.
Коли його колега Нобіліор вирушив на війну проти міста Нуманції в Іспанії, Тіт Луск у Римі протидіяв реформам Тіберія Гракха, звинувативши останнього у протиправному позбавленні посади народного трибуна Марка Октавія. Подальша доля Тита Аннія Луска невідома.

## Родина
- Син — Тіт Анній Луск Руф, консул 128 року до н. е.